# Maison diocésaine Charles de Foucauld

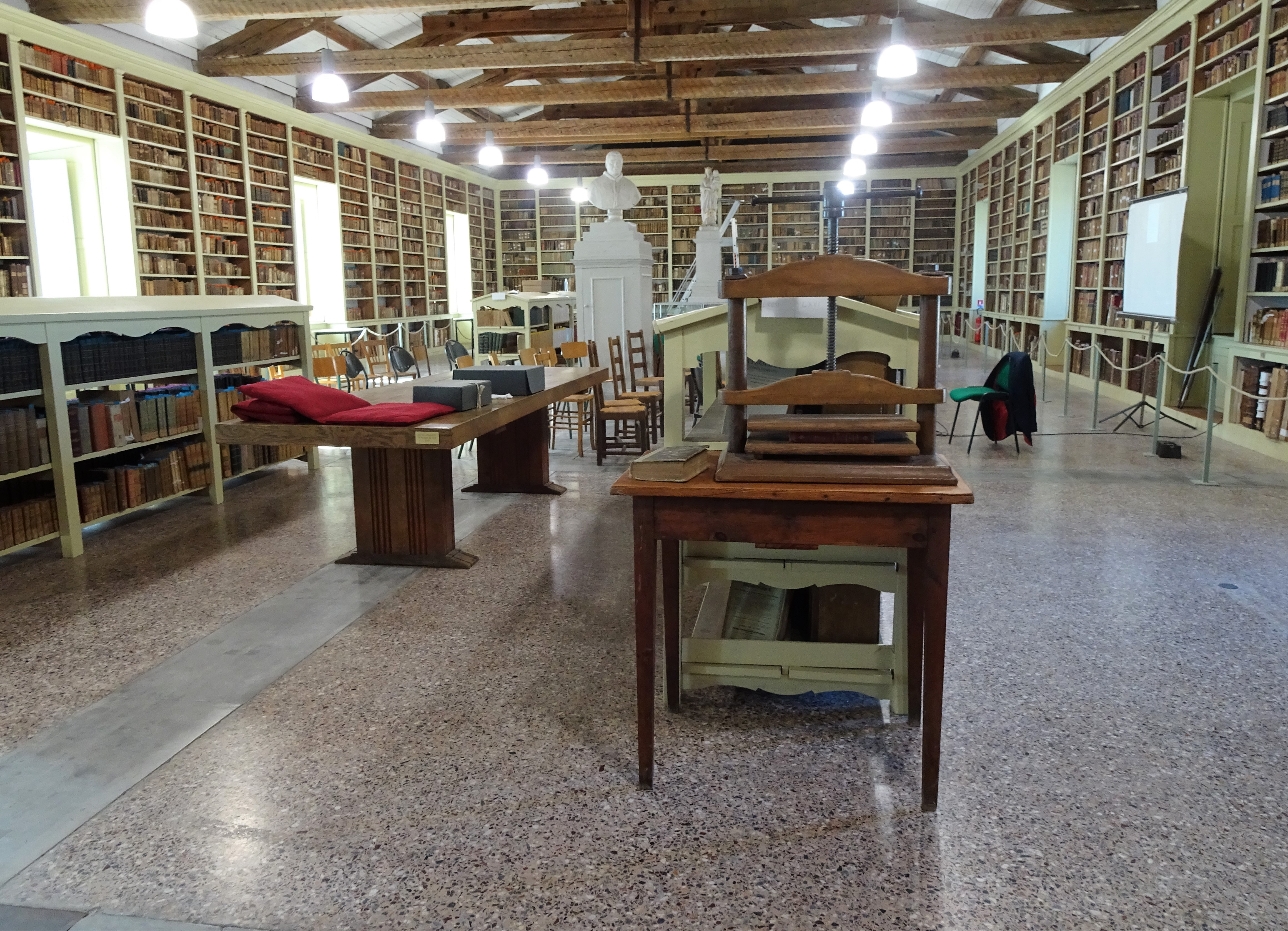
Bibliothèque de la Maison diocésaine

La Maison diocésaine Charles de Foucauld  est située dans la commune de Viviers, département de l'Ardèche en région Rhône-Alpes. L’édifice fait l’objet d’une fiche sur l’Inventaire général du patrimoine culturel . Il constitue un des lieux d’accueil du diocèse de Viviers .

## Localisation
La Maison diocésaine Charles de Foucauld est située au nord du centre-ville de Viviers, place Riquet.

## Histoire
- 1650 : Fondation du premier séminaire diocésain.
- 1772 : Incendie et transfert à Bourg-Saint-Andéol.
- 1776 - 1785 : Établissement d’un nouveau séminaire à Viviers : construction du corps principal et des bases de l’aile ouest sur les plans de l'architecte Lustrou (fils).
- 1789 : Révolution…
- 1791 : Fermeture, le séminaire devient caserne, puis prison d’État.
- 1802 : Mise en application du Concordat de 1801.
- 1805 : Réouverture du séminaire de Viviers.
- 1824 - 1825 : Achèvement de l'aile ouest.
- 1830 - 1834 : Construction de l'aile est (chapelle et bibliothèque) sur les plans de l'architecte Macquet.
- 1838 - 1839 : Décoration de l’aile est.
- 1901 : Saint Charles de Foucauld est ordonné prêtre dans la chapelle (9 juin).
- 1906 : Fermeture de l’établissement en conséquence de la Loi de séparation des Églises et de l'État. Transfert à Aubenas.
- 1914-1919 : L’édifice sert à loger des troupes, des réfugiés alsaciens, puis des suspects internés.

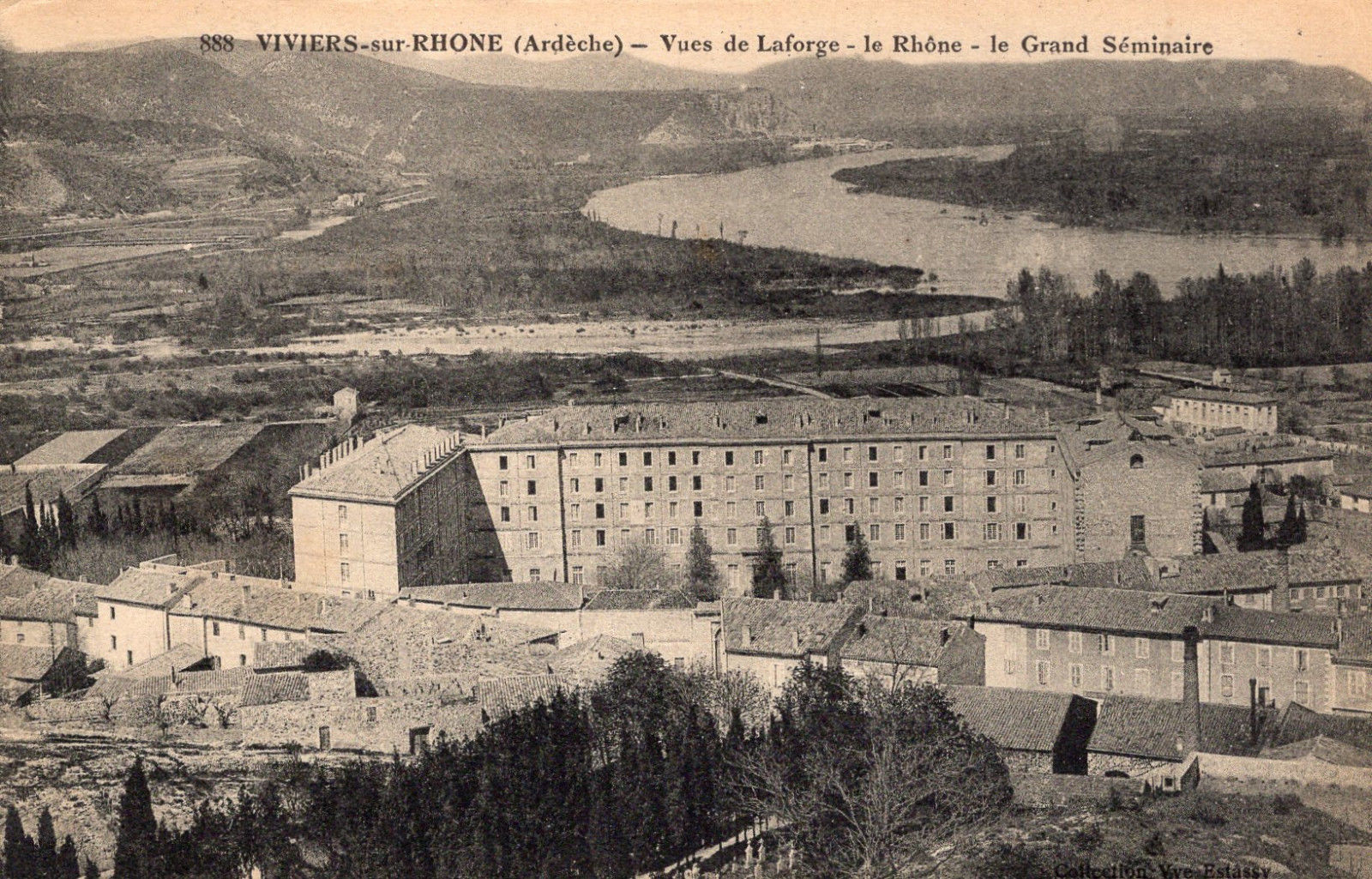
Grand séminaire de Viviers.

- 1924 : Réouverture du séminaire après rachat.
- 1932 : Consécration [3] de la chapelle (23 septembre).
- 1956 : La cour accueille les festivités des cinquante années de sacerdoce de Mgr Alfred Couderc.
- 1972 : Fermeture du séminaire qui devient « maison diocésaine », accueillant des groupes pour des réunions, sessions, congrès... La formation des futurs prêtres du diocèse se poursuivra quant à elle au sein du séminaire provincial Saint-Irénée de Lyon [4].
- 1993 : Premières réflexions en vue de la restauration de la bibliothèque historique.
- 1994 : Les paroisses catholiques de Viviers, Saint-Thomé et Valvignères forment l’« Ensemble Inter Paroissial de Viviers ».
- 2003 : Création de la paroisse « Charles de Foucauld Viviers / Le Teil », par fusion des paroisses catholiques regroupées au sein des « Ensembles Inter Paroissiaux » de Viviers et du Teil soit celles d’Alba-la-Romaine, Aubignas Cruas, Le Teil, Meysse, Rochemaure, Saint-Martin-sur-Lavezon, Saint-Pierre-la-Roche, Saint-Thomé, Sceautres, Valvignères, Viviers (1er octobre) [5].
- 2006 - 2011 : Restauration de l’édifice [6].
- 2010 : Arrivée d’une communauté de « Sœurs Disciples de l'Évangile » [7].
- 2011 : Inauguration de la rénovation de la bibliothèque historique (23 septembre).
- 2012 : Bénédiction et inauguration de la maison diocésaine restaurée - qui prend le nom de Charles de Foucauld -  par le cardinal Robert Sarah de passage à Viviers dans le cadre du cinquantième anniversaire de l’ouverture du Concile Vatican II (22 septembre).
- 2015 : 
  - La cour sert de cadre pour l'ordination épiscopale de Mgr Jean-Louis Balsa, cent-quatrième évêque de Viviers (12 septembre).
  - La messe d’ouverture de "l’année Charles de Foucauld", célébrée dans la chapelle est retransmise en direct sur France 2 dans le cadre de l'émission Le Jour du Seigneur (22 novembre).

## Infrastructures

### Généralités
La maison diocésaine se compose d’un corps de bâtiment formant un «  U » dont une aile est constituée par une chapelle. Le tout ferme sur trois côtés une cour qui peut accueillir des célébrations en plein air. S’ajoutent des communs, une terrasse en terre-plein, un jardin et un cimetière…
À l’intérieur, se trouvent plusieurs lieux de culte, des bureaux, des salles de réunion, des hébergements, des réfectoires accueillant divers services et mouvements d’Église, des séjours, des retraites ainsi qu'un accueil et des logements. Il s’agit en effet aussi d’un lieu de vie. La maison accueille deux communautés religieuses : des « Sœurs Disciples de l'Évangile »  (appartenant à la famille spirituelle Charles de Foucauld) et des « Sœurs de l’Alliance » , ainsi que quelques résidents permanents.

### La chapelle
Composée d’une seule nef avec un chœur en cul-de-four, le style de l‘édifice rappelle l’architecture néoclassique en vogue sous la monarchie de Juillet. Quatre oratoires et une sacristie la complète.

#### La nef
La nef est voutée en croisée. Tout le revêtement intérieur est en pierre de Saint-Paul-Trois-Châteaux. Les pilastres, colonnes et soubassement sont en marbre noir et rose. La tribune fut construite pour les familles des ordonnés.

#### Le sanctuaire
Plusieurs éléments aux fonctions liturgiques précises : 
- le siège de présidence,
- la Croix du Christ,
- l’ambon,
- l’autel, en marbre blanc veiné, non adossé il repose sur quatre pieds à griffes. Sa face antérieure est galbée en doucine, sa face postérieure évasée. Ses consoles sont en marbre ocre veiné de rouge.
- Le tabernacle situé dans l’abside, de plan carré est posé sur un premier gradin et encastré dans le deuxième. En marbre blanc veiné, sa façade est encadrée de quatre colonnettes corinthiennes. Son battant et ces colonnettes sont en bronze doré.

L’autel et le tabernacle ont été dessinés en 1828 par l'architecte Amable Macquet (devis) et peut-être réalisés en 1832 par le marbrier montpelliérain Grimes Neveu. Ils font l’objet d’une description complète sur l’Inventaire général du patrimoine culturel .
Tous ces éléments ont pris place ou ont fait l’objet de transformation à différentes époques en particulier lors de la réforme liturgique des années post-conciliaires (1965 - 1970). Néanmoins, l’autel en marbre semble un peu éloigné de l’assemblée. Attendant sans doute d’être déplacé pour être plus en accord avec la liturgie d’aujourd’hui, une autre table eucharistique en forme de cube lui est préférée parfois à l’heure de la création de cet article en 2015. Mobile donc provisoire, elle est en bois et provient de la cathédrale .

#### Éléments sculptés
Quelques éléments sculptés : 
- une statue de l’Immaculée Conception dans l’abside : « Notre Dame du clergé »,
- les bancs des séminaristes rappelant la fonction d’origine de la maison : former de futurs prêtres,
- une plaque de marbre gravée comportant le texte suivant : « Dans cette chapelle le dimanche 9 juin 1901, en la fête du Très Saint Sacrement Charles de Foucauld qui fut moine trappiste de 1890 à 1897 à N.-D. des Neiges puis en Syrie, a été ordonné prêtre du diocèse de Viviers à l’âge de 43 ans sous l’épiscopat de Mgr Frédéric Bonnet (1876 - 1923). Il a été déclaré Bienheureux sous le pontificat de Benoît XVI en la Basilique Saint-Pierre de Rome le dimanche 13 novembre 2005, Mgr François Blondel étant évêque de Viviers. ».

#### Vitraux
Les vitraux représentent  La Présentation de Jésus au Temple

#### Tableaux
La chapelle est décorée d’un portait de Charles de Foucauld et de copies de ses toiles peintes pour la chapelle de son ermitage à Beni Abbes : 
- Le Sacré Cœur,
- La Visitation,
- La Sainte Famille à Nazareth.

### La bibliothèque historique
La bibliothèque historique a été constituée au fil des années. Elle a été malmenée à la Révolution et entre 1906 et 1924. Après la réouverture du séminaire, elle a été progressivement délaissée pour « s’endormir » complètement entre 1972 et 1993. Les études préliminaires de restauration ont été réalisées durant l’épiscopat de Mgr Jean Bonfils. Sa restauration s’est déroulée durant celui de son successeur Mgr François Blondel. Elle pourrait comporter près de 40 000 ouvrages .

## Personnalités liées à l’édifice
L’édifice est marqué par l'ordination du bienheureux Charles de Foucauld et le passage du cardinal Robert Sarah.
D’autres personnalités sont liés à l’édifice :
- Mgr Abbon-Pierre-François Bonnel de la Brageresse,
- Mgr Joseph Hippolyte Guibert, qui deviendra cardinal - archevêque de Paris,
- Mgr Joseph-Michel-Frédéric Bonnet,

et plus récemment :
- Mgr Alfred Couderc,
- Mgr Jean Hermil,
- Mgr Jean Bonfils,
- Mgr François Blondel,
- Mgr Jean-Louis Balsa,

tous étant évêques de Viviers.